# Отворена наука
Отворена наука представља покрет који подразумева да сви друштвени нивои, било аматерски, било професионални, имају приступ научним истраживањима и подацима и да сами могу да учествују у дисеминацији информација. Она обухвата праксе попут објављивања отворених истраживања, инсистирања на отвореном приступу, орхрбривања научника да се баве отвореном науком што све заједно умногоме олакшава објављивање и размену научних сазнања.
Отворена наука појавила се у 17. веку са доласком академских часописа који су настали због друштвене потребе која се огледала у неопходности да се приступи научном знању и да групе научника међусобно поделе изворе како би могли да се заједно даље баве науком. У савременом добу актуелно је питање количине научних информација које треба да се поделе са свима. Несугласице постоје између жеље научника да имају приступ отвореним изворима и жеље појединаца да зараде када се њихови извори користе.

## Позадина
У ширем смислу наука представља сакупљање, анализу, објављивање, поновну анализу, критику и поновну употребу података. Они који се залажу за отворену науку идентификовали су бројне препреке које спречавају или ометају широку дисеминацију научних података. То су неопходно плаћање приступа истраживањима истраживача које објављују профитне издавачке куће, ограничења употребе података који намећу сами издавачи, лоше форматирање података или употреба заштићених софтвера који отежавају поновну употребу података, избегавање објављивања података из култоролошких разлога због страха да ће се изгубити контрола над употребом информација.
Отворена наука може често да садржи аспекте покрета отвореног кода у доменима где савремена наука захтева софтвер за обраду података и информација.

## Историјат
Распрострањено прихватање институције научног часописа обележава почетак модерног концепта отворене науке. Пре тога друштво је вршило притисак на научнике да се много не истичу.

### Време пре настанка часописа
Пре појаве научних часописа, научници су објављивањем својих научних открића имали већу штету него корист. Много њих, укључујући и Галилеа, Кеплера, Исака Њутна, Кристијана Хајгенса и Роберта Хука, су доказивали да су одређена открића њихова тако што су их описивали кодирано у анаграмима или шифрама а онда дистрибуирали шифровани текст. Намеравали су да своја открића претворе у нешто на чему би могли да зараде, а онда да покажу своја открића како би доказали да су њихова када буду спремни за то.
Систем који је подржаво необјављивање открића је проузроковао проблем зато што је то значило да она не могу да се поделе брзо и некада је истраживачу требало много времена да укаже на приоритет открића. Њутн и Готфрид Лајбниц су обојица тврдили да су измислили рачун.
Њутново објашњење је да је он о рачуну писао још шездесетих и седамдесетих година 17. века, али да то није објављивао до 1693. Лајбниц је објавио научни спис о рачуну 1684. Расправе о томе ко је први нешто открио су уобичајене за системе где се наука не објављује отворено, и то је представљало проблем научницима који су желели да имају користи због тога што су нешто први открили.
Овакви случајеви су представници система аристократског покровитељства у коме су научници добијали финансијска средства да развију употребљиве или забавне ствари. У том смислу, наука је обезбеђивала престиж покровитељу на исти начин као и покровитељство на уметницима, писцима, архитектама и филозофима. Због овога, научници су били под притиском да услише жеље својих покровитеља, и спречени да буду потпуно слободни у својим истраживањима што би њима лично обезбедило углед а не њиховим покровитељима.

### Појава академија и часописа
Временом је поменути систем покровитељства престао да пружа научне резултате који су били неопходни друштву. Појединци покровитељи нису могли да обезбеде довољна средства научницима, чије каријере нису биле стабилне и којима је требала стална финансијска подршка.
До промене је дошло када се кренуло у правцу да се истраживања више научника окупе на једном месту, а академије, које је финансирало више покровитеља. У Енглеској је 1660. основано Краљевско друштво, а 1666. Французи су основали Француску академију наука. У периоду између 1660—их и 1793. владе су званично признале 70 других научних организација које су настале по узору на поменуте две.
Хенри Олденберг је 1665. постао уредник првог научног часописа, Филозофске трансакције Краљевског друштва, који је био први академски часопис посвећен науци и основа за развој научних публикација. До 1699. постојало је 30 научних часописа, а до 1790. било их је 1052. Од тада објављивање је постало још распрострањеније.

### Сарадња академија
У савременом добу, многе академије врше притисак на истраживаче на државни универзитет и научне институције да се укључе у дељење истраживања и претварање неких технолошких достигнућа у сопствено власништво. Неки резултати истраживања имају потенцијала да обезбеде комерцијалне приходе, и у нади да ће профитирати на овим производима, многе истраживачке институције ускраћују приступ информацијама и технологији које би иначе довеле до глобалног научног напредовања када би друге институције имале приступ овим изворима. Тешко је предвидети потенцијалну исплативост технологије или проценити цену њеног ускраћивања, али генерално се сви слажу да је много већа корист када технологији може да се приступа него када се приступ свим другим истрживачким институцијама ускраћује.

## Аргументи против отвореног приступа науци
Људи су изнели различите аргументе како би се задржала одређена ексклузивност у науци, попут следећих:
- много некатегоризиваних информација оптерећује научнике,
- наука може да се злоупотребљава,
- јавност може погрешно да тумачи научне податке,
- повећање опсега науке може да отежа верификацију било ког отркића.

## Аргументи за отворени приступ науци
Публиковање истраживања и података у отвореном приступу омогућава строжу рецензију.